# Martine F. Roussel
Martine Françoise Roussel (* 1950) ist eine französisch-amerikanische Zellbiologin am St. Jude Children’s Research Hospital und an der University of Tennessee. Sie befasst sich unter anderem mit der Rolle von Tumorsuppressoren bei der Entstehung und dem Verlauf von Hirntumoren.
Roussel erwarb 1971 an der Université de Tours einen Bachelor in Biologie, 1974 an der Universität Paris VII einen Master in Biochemie, an der Université Lille I 1978 einen Ph.D. in Biochemie und 1982 ein Staatsdoktorat (Thèse d’État) in Molekularbiologie. Die Doktorarbeit trug den Titel Étude des séquences nucléotidiques cellulaires apparentées au gène transformant des rétrovirus aviaires, das Staatsdoktorat den Titel Origine des virogènes et oncogènes des virus des leucémies aiguës aviaires. Seit 1983 ist sie am St. Jude Children’s Research Hospital in Memphis, Tennessee.
Seite 2011 ist Roussel Mitglied der American Academy of Arts and Sciences, seit 2019 Mitglied der National Academy of Sciences.
Martine Roussel ist mit dem Krebsforscher Charles J. Sherr verheiratet, mit dem sie am St. Jude Children’s Research Hospital eine gemeinsame Forschungsgruppe leitet. Das Paar hat einen Sohn, zudem hat Sherr zwei Kinder aus erster Ehe.